# Pellilitorina
Pellilitorina là một chi ốc biển, là động vật thân mềm chân bụng sống ở biển trong họ Littorinidae.

## Các loài
Các loài thuộc chi Pellilitorina bao gồm:
- Pellilitorina pellita (Martens, 1885)[2]
- Pellilitorina setosa (E.A. Smith, 1875)[3]